# 小行星13933
小行星13933（13933 Charleville）是一颗绕太阳运转的小行星，为主小行星带小行星。该小行星于1988年11月2日发现。
該小行星以澳大利亞昆士蘭州的城鎮查爾維爾命名。

## 轨道参数
小行星13933的轨道半长轴为2.7761253 UA，离心率为0.141。